# Macropus irma
Macropus irma är en pungdjursart som först beskrevs av Antoine Jacques Louis Jourdan 1837. Macropus irma ingår i släktet Macropus och familjen kängurudjur. Inga underarter finns listade.
Artepitetet irma i det vetenskapliga namnet är ett egennamn. Det är inte känt om namnet avser en person eller djuret i ett australiskt språk.

## Utseende
Arten når en absolut längd (med svans) av upp till 153 cm och en kroppslängd (huvud och bål) av 45 till 52,5 cm. Svansen är med 54 till 97 cm längre än kroppen. Vikten hos Macropus irma varierar mellan 7 och 9 kg. Halsen och bålens ovansida är täckta med grå päls som har en brun skugga. På varje sida av huvudet förekommer en vit strimma från munnen till öronen. Regionen mellan strimmorna är oftast mörkare än bålens päls. Dessutom kännetecknas huvudet av öron som är svartaktiga på utsidan och ljusbrun till vit på insidan. Denna vallaby har ett ljusgrått bröst och en ljusbrun undersida. Svansens bakre del är täckt med svart päls.
Som hos andra släktmedlemmar är bakfötterna smala på grund av att stortån saknas. Dessutom är andra och tredje tån sammanvuxna. Den längsta och kraftigaste tån är den fjärde. Vid långsamma rörelser används svansen som "femte ben".

## Utbredning
Pungdjuret förekommer i sydvästra Australien. Arten vistas i skogar utan tät undervegetation, i hedområden samt i gräsmarker med några buskar.

## Ekologi
Individerna söker främst tidig på morgonen och under eftermiddagen efter föda. Mitt på dagen söker de skydd i skuggan och vilar. För kommunikationen har arten olika läten och de olika exemplaren varnar varandra för faror genom att trumma med foten på marken. Macropus irma äter gräs och blad från andra växter. Den har liksom andra vallabyer en fyrdelad magsäck som påminner om idisslarnas magsäck.
Efter parningen vilar embryon en tid innan den egentliga dräktigheten börjar. Den enda ungen per kull föds oftast i april eller maj. Ungen lever cirka sju månader i moderns pung (marsupium). För andra aspekter av fortplantningssättet antas att de är lika som hos andra vallabyer.

## Status
Den hotas i viss mån av introducerade fiender som rävar men beståndet anses vara stabilt. IUCN kategoriserar arten globalt som livskraftig. Ungdjur kan falla offer för större ormar och varaner.

## Bildgalleri

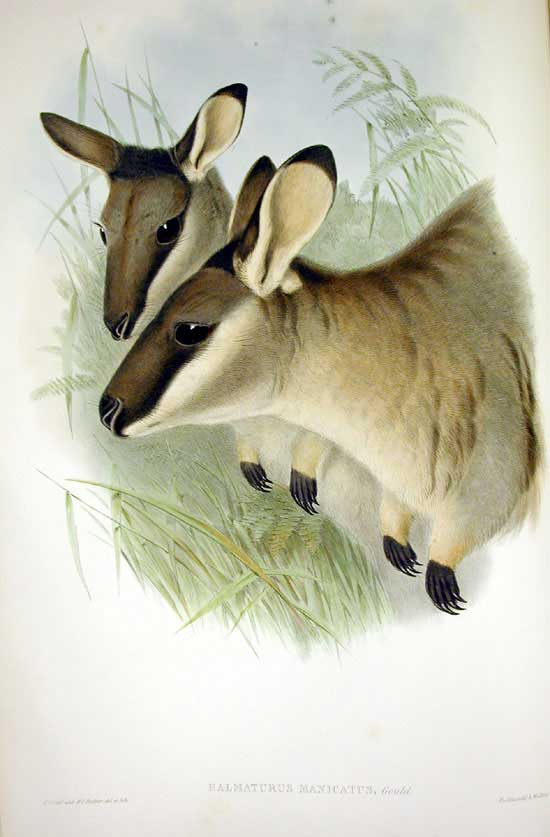